# Lycée Arago (Paris)
Pour les articles homonymes, voir Lycée Arago.
Le lycée Arago est un établissement parisien d'enseignement secondaire et supérieur situé place de la Nation. Il dispose d'une filière générale et d'une autre technique. Il a fêté son centenaire en 1980.

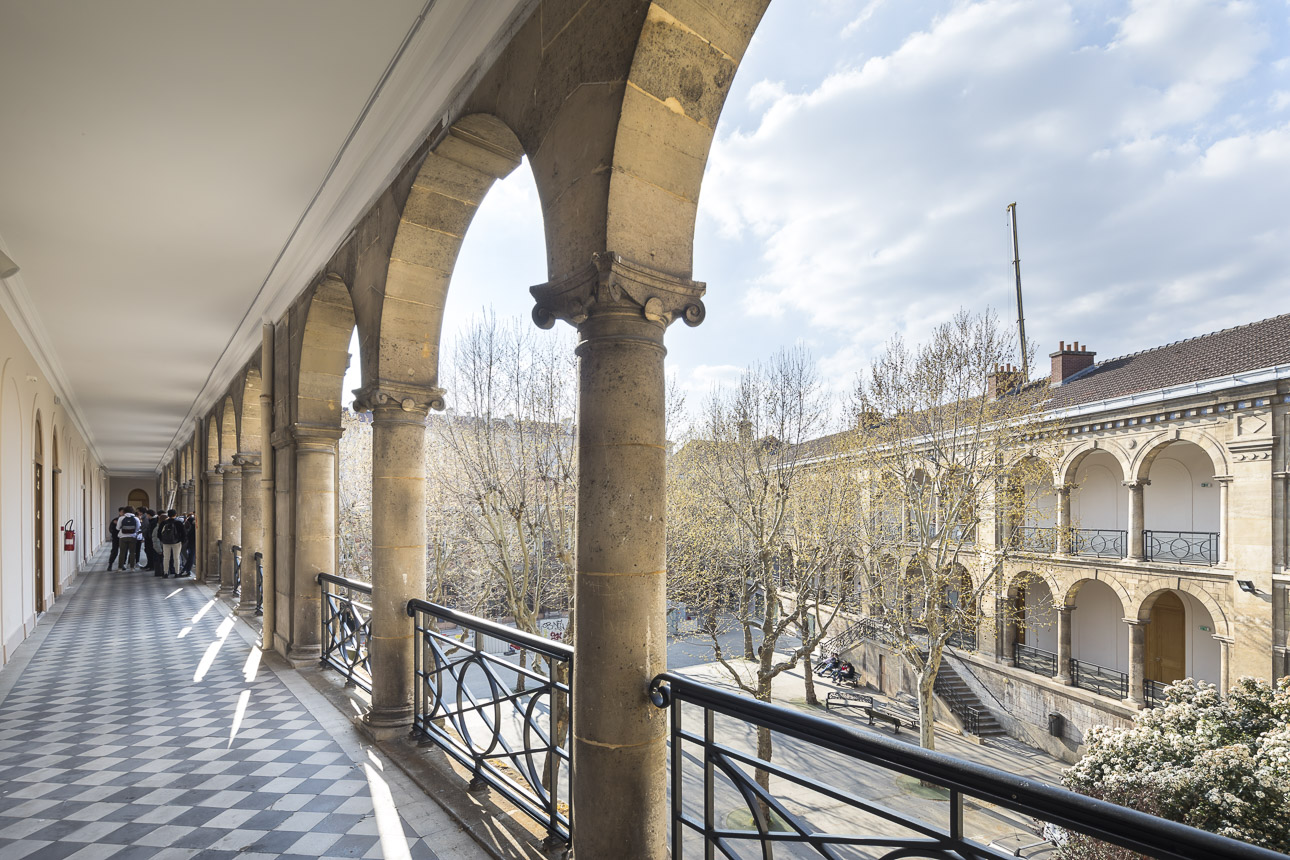

## Histoire

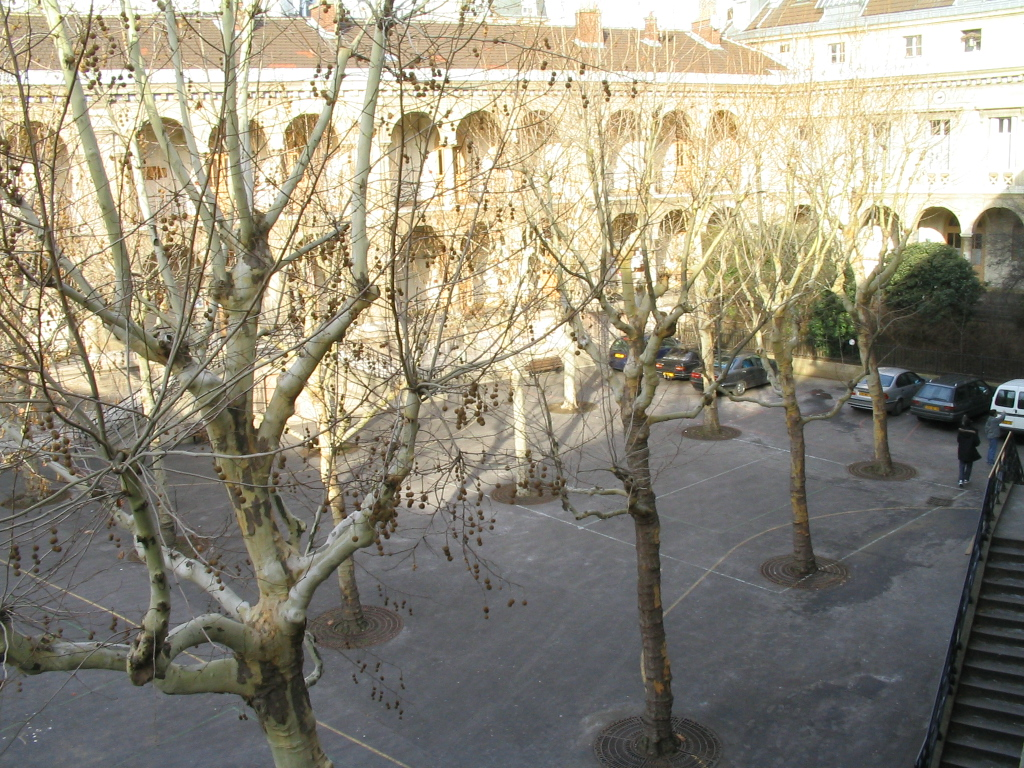
Cour intérieure.

Édifié en 1880, le lycée Arago fut d’abord une école primaire supérieure (EPS). Les écoles de ce type furent créées par François Guizot par la loi de 1833 qui voulait élargir l’enseignement secondaire pour en faire suivre les cours par les enfants de famille modeste. Les EPS de Paris, plus spécialement, étaient de véritables collèges avant la lettre. Toutes les disciplines figurant au programme des collèges royaux y étaient à l’honneur, sauf le grec et le latin qui étaient remplacés par une langue étrangère. Les élèves de l’école Arago recevaient même des cours de calligraphie.
Les EPS parisiennes remportèrent un vif succès. Elles préparaient les concours d’entrée d’écoles comme l’École de physique et chimie de Paris, l'École nationale des Arts et Métiers, l’École normale d'instituteurs.
Le devis prévu pour l’école Arago était de 1 300 000 francs-or (1877) pour la seule construction[réf. nécessaire]. Il ne comprenait pas le prix de terrain (appartenant à la ville de Paris), du mobilier scolaire, des instruments de physique, de chimie, des collections, des modèles, des appareils de gymnastique, des outils et des ateliers nécessaires. À cette époque, une pareille dépense impliquait l’absolue conviction qu’elle était d’une incontestable utilité. Les études duraient quatre ans et l'horaire hebdomadaire allait de 32h ½ en première année à 48h en quatrième année.
L’École Arago contribua à la démocratisation de l’enseignement et à l’insertion dans les carrières de l’industrie et du commerce et aussi dans celles considérées comme plus nobles, de la science, des arts et des lettres[réf. nécessaire].
En 1945, l’EPS Arago devient collège municipal; à l'époque un collège municipal était l’équivalent d'un lycée avec toutes les classes de la 6e à la terminale, de plus le collège Arago accueillait des classes préparatoires à l'ENSAM. À la rentrée 1960, dans le cadre des grandes réformes du début de la 5e république, le collège municipal Arago devient lycée, géré par l’État. 
Dans les années 1950, une annexe du lycée Arago hébergeant les classes de niveau collège s'installe dans des bâtiments provisoires au 23 rue de Reuilly, dans le même arrondissement. Depuis 1995, le collège Jean-François Oeben est installé sur cet emplacement et est indépendant du lycée Arago. 

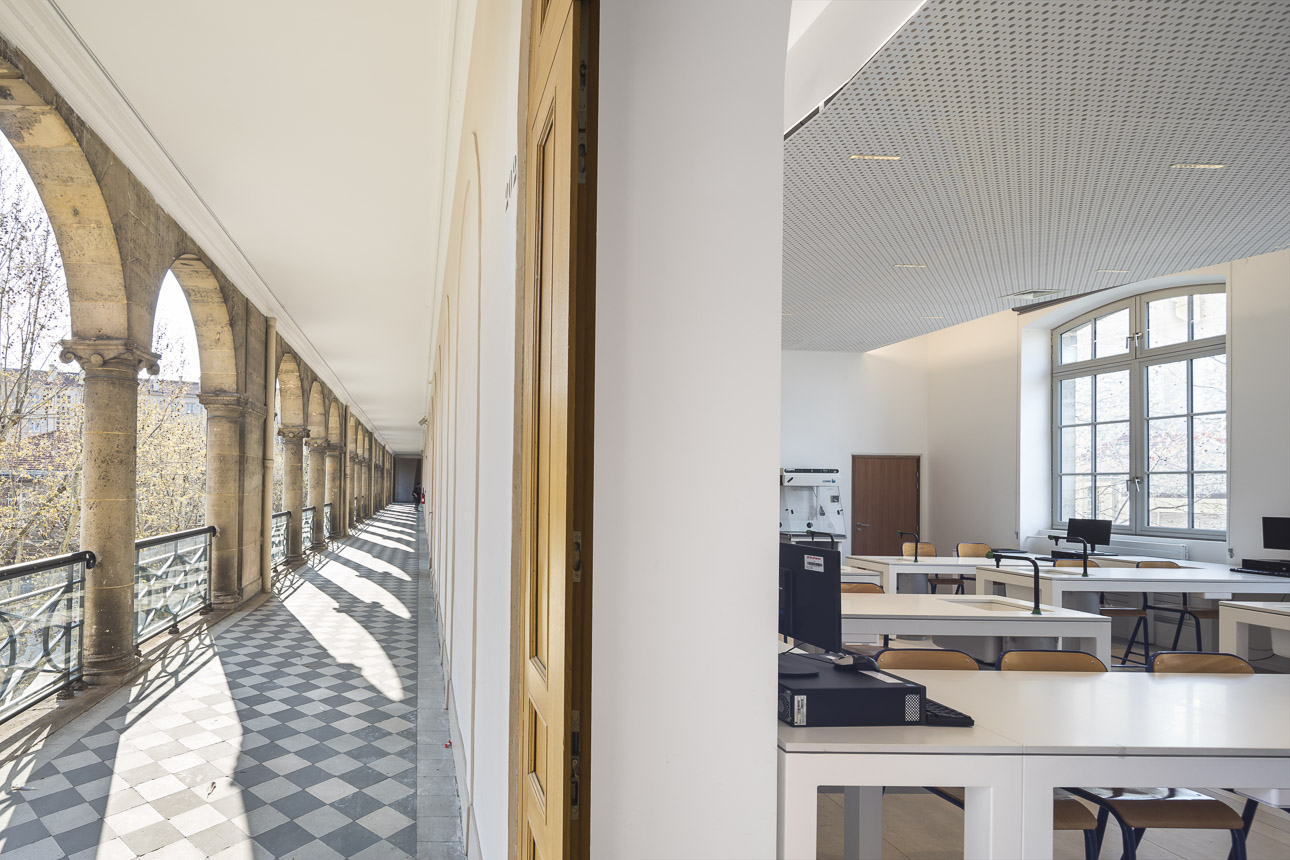

En 2019, une rénovation complète et mise à niveau a été menée par la Région Ile de France a été entreprise, confiée aux architectes Richard et Schoeller. 
Dans cet établissement enseignèrent Charles Veillet-Lavallée, Charles Couyba qui fut ministre et chansonnier (Boukay), le poète et grammairien Alain Frontier, Émile Kahn qui fut président de la Ligue des droits de l'homme, Jean-Jacques Becker, historien, spécialiste de la première guerre mondiale etc.

## Enseignement secondaire

### Secondes
Le lycée dispose d'environ 7 classes de seconde générale et technologique :
- ISI : Initiation aux sciences de l'ingénieur (30 élèves)
- ISP : Informatique et systèmes de production (30 élèves)
- MPS : Méthodes et pratiques scientifiques
- PFEG : principes fondamentaux de l'économie et de la gestion (50 élèves)
- SES : Sciences économiques et sociales (70 élèves)
- LS : Littérature et  sociétés (25 élèves)
- LC : langues et cultures de l'Antiquité (latin) (20 élèves)

### Premières
Il y a 7 classes de première d'une capacité de 35 élèves chacune : 
- ES : Économique et sociale (2 classes)
- S (S.I) : Scientifique + sciences de l’ingénieur (1 classe)
- S (SVT) : Scientifique + sciences de la vie et de la Terre (2 classes)
- STMG : Sciences et technologies du management et de la gestion (2 classes)

### Terminales
Il y a 7 classes de terminale d'une capacité de 35 élèves chacune : 
- ES : Économique et sociale (2 classes)
- S (S.I) : Scientifique + sciences de l’ingénieur (1 classe)
- S (SVT) : Scientifique + sciences de la vie et de la Terre (2 classes)
- STG (Mercatique) : Sciences et technologie de la gestion + mercatique (1 classe)
- STMG (Gestion et finance) : Sciences et technologie de la gestion + gestion et finance(1 classe)

### Classes de brevet de technicien supérieur
Il existe un BTS MUC (Management des unités commerciales) au lycée Arago.

### Classement du lycée
En 2017, le lycée se classe 70e sur 112 au niveau départemental quant à la qualité d'enseignement, et 671e sur 2277 au niveau national. Le classement s'établit sur trois critères : le taux de réussite au bac, la proportion d'élèves de première qui obtient le baccalauréat en ayant fait les deux dernières années de leur scolarité dans l'établissement, et la valeur ajoutée (calculée à partir de l'origine sociale des élèves, de leur âge et de leurs résultats au diplôme national du brevet).

## Anciens élèves
(liste alphabétique, non exhaustive)

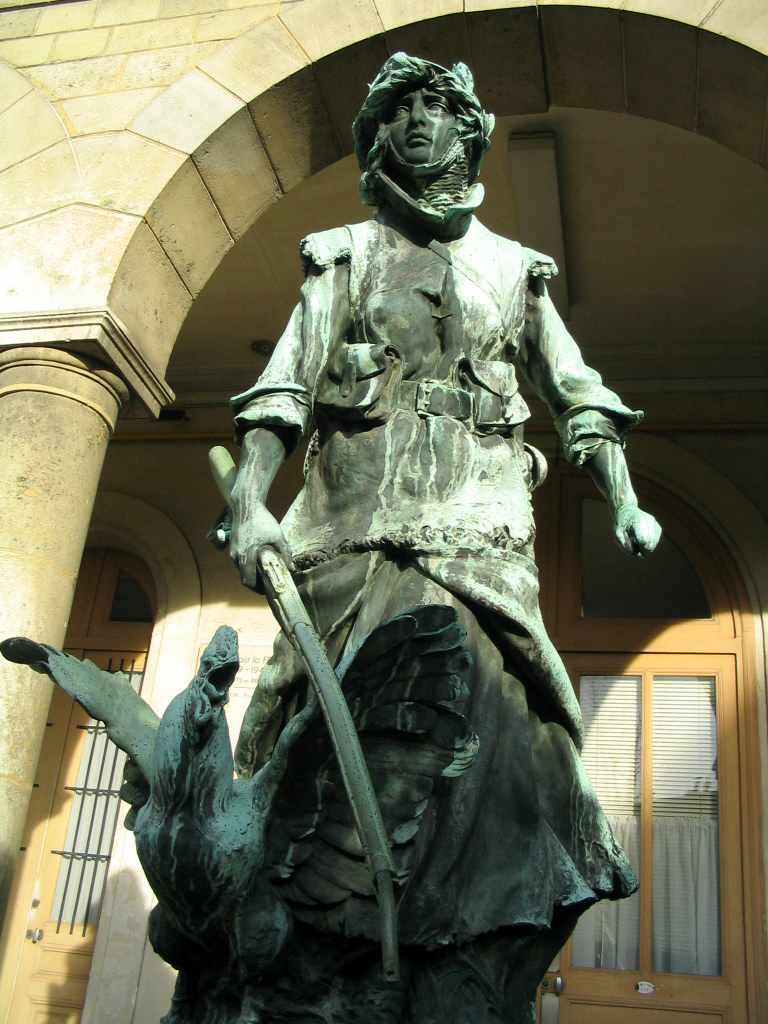
Monument en mémoire des élèves morts pour la France, Le Réveil, derrière lequel se trouve la liste des élèves ayant été tués durant les deux guerres mondiales. Le sculpteur, Paul Roussel, est un ancien élève.

- Jean Bellus, illustrateur et dessinateur de presse
- Édouard Bled, grammairien lauréat de l’Académie française
- Max Clos, codirecteur du Figaro
- Jean Diwo, fondateur de Télé 7 jours et journaliste à Paris Match
- Tchéky Karyo, acteur
- André Leroi-Gourhan, préhistorien membre de l’Institut
- Guy Lux, animateur de télévision
- Yves Mirande, auteur de comédies
- Charles Picquenard, haut fonctionnaire
- Paul Roussel (1867-1928), sculpteur[4].
- Raymond Tournon (1870-1919), géomètre, artiste peintre, affichiste et illustrateur
- Maurice Delaistier (né en 1951), compositeur
- Zeev Gourarier[5] (né en 1953), conservateur de musée.

## Association des anciens élèves du lycée Arago
Fondée en 1891, l'association fait perdurer la tradition du lycée, notamment lors de la cérémonie du souvenir du 11 novembre.
L’objet de son activité est énoncé dans ses statuts :
- entretenir les relations d’amitié qui se sont formées dans l'établissement
- sauvegarder le patrimoine historique et architectural du lycée

## Accès
Le lycée Arago est accessible par les lignes 1, 2, 6 et 9 à la station Nation et par la ligne A du RER à la gare de Nation.